# Notobubon sonderi
Notobubon sonderi là một loài thực vật có hoa trong họ Hoa tán. Loài này được (M.Hiroe) Magee mô tả khoa học đầu tiên năm 2008.